# الیه (رود)
 الیه رودی است به لوار می‌ریزد. این رود از کشور فرانسه می‌گذرد. طول آن ۴۲۱ کیلومتر (۲۶۲ مایل) است.

## نگارخانه

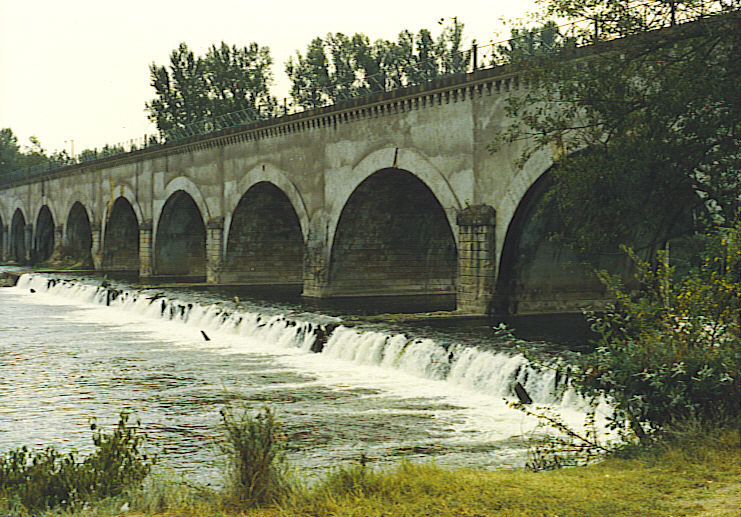